# منوچهر وارسته
منوچهر وارسته (۱۲۸۱-۱۳۵۶) نویسنده و مدرس ایرانی و استاد دانشگاه جنگ و دانشکده افسری بود. او برای تدوین کتاب‌های آموزش زبان‌های خارجی در سال ۱۳۳۲ برندهٔ جایزه سلطنتی کتاب سال شد. او پدر فرهاد وارسته بود.